# Pedro Zarraluki
Pedro Zarraluki (Barcellona, 31 dicembre 1954 – Gerona, 2 marzo 2025) è stato uno scrittore spagnolo.

## Biografia
Nato a Barcellona nel 1954, esordì nel 1979 con il romanzo La Decima sinfonía.
Successivamente diede alle stampe numerosi romanzi, raccolte di racconti e libri per ragazzi particolarmente apprezzati dalla critica, che gli conferì i premi Herralde nel 1994 e Nadal nel 2005.
Co-fondatore assieme ad altri scrittori del Premio Salambó assegnato dal 2000 al 2008, tenne corsi di scrittura all'Università di Barcellona.
È morto a Gerona il 2 marzo 2025, all'età di 70 anni.

## Opere

### Romanzi
- La Décima sinfonía (1979)
- La noche del tramoyista (1986)
- Il custode delle rane (El responsable de las ranas, 1990), Milano, Feltrinelli, 1994 traduzione di Marisa Aboaf ISBN 88-07-70049-2.
- La storia del silenzio (La historia del silencio, 1994), Vicenza, Neri Pozza, 2013 traduzione di Roberta Bovaia ISBN 978-88-545-0659-6.
- Hotel Astoria (1997)
- Para amantes y ladrones (2000)
- Un'estate a Cabrera (Un encargo difícil, 2005), Vicenza, Neri Pozza, 2006 traduzione di Barbara Bertoni ISBN 88-545-0093-3.
- Il piacere e la noia (Todo eso que tanto nos gusta, 2008), Vicenza, Neri Pozza, 2010 traduzione di Barbara Bertoni ISBN 978-88-545-0363-2.

### Racconti
- Galería de enormidades (1983)
- Tres trayectos innobles (1986)
- Retrato de familia con catástrofe (1989)
  - Ritratto di famiglia con catastrofe, Nardò, Besa, 1998 traduzione di Barbara Bertoni ISBN 88-86730-59-4.
  - L'ispirazione caotica e altri nove racconti, Nardò, Besa, 2000 traduzione di Barbara Bertoni ISBN 88-497-0001-6.
- Humor pródigo (2007)
- Te espero dentro (2014)

### Letteratura per ragazzi
- Las fantasticas aventuras del baron Boldan (1981)
- El hijo del virrey (2012)

## Premi e riconoscimenti
- Premio Ciudad de Barcelona: 1990 per Il custode delle rane
- Premio Ojo Crítico: 1991 per Il custode delle rane
- Premio Herralde: 1994 per La storia del silenzio
- Premio Nadal: 2005 per Un'estate a Cabrera